# Lieke Klaver
Lieke Klaver, född 20 augusti 1998, är en nederländsk kortdistanslöpare. 
Hon har blivit nederländsk mästare utomhus två gånger (200 meter 2020 och 2022) samt nederländsk mästare inomhus tre gånger (200 meter 2017 samt 400 meter 2020 och 2025).

## Karriär
I mars 2023 vid inomhus-EM i Istanbul tog Klaver silver på 400 meter samt var en del av Nederländernas stafettlag som tog guld och noterade nytt mästerskaps- och nationsrekord på 4×400 meter.

## Personliga rekord
| Utomhus - 100 meter – 11,33 (Breda, 28 juli 2023) - 200 meter – 22,46 (Chorzów, 25 juni 2023) - 400 meter – 49,58 (London, 20 juli 2024) | Inomhus - 60 meter – 7,41 (Apeldoorn, 1 februari 2020) - 200 meter – 22,81 (Metz, 3 februari 2024) - 400 meter – 50,10 (Apeldoorn, 18 februari 2024) |